# Эстигаррибия, Хосе Феликс (президент)
Хосе Феликс Эстигаррибия Инсаурральде (исп. José Félix Estigarribia Insaurralde; 21 февраля 1888 года — 7 сентября 1940 года) — 38-й президент Парагвая, диктатор с 1939 по 1940 год, маршал армии Парагвая, герой Гражданской войны 1923 года и Чакской войны с Боливией. Погиб в авиакатастрофе.

## Происхождение
Родился в скромной фермерской семье Матео Эстигаррибиа и Касильды Инсаурральде в местечке Карагуатай.
Юношей поступил в сельскохозяйственный колледж Escuela de Agricultura de Trinidad, который закончил с дипломом агронома.
Однако после этого поступил в военное училище Academia Militar de Asunción в Асунсьоне; в 1910 году ему присваивается воинское звание лейтенанта, и он начал службу в пехотных частях.

## Военная карьера
С 1911 по 1913 годы проходил обучение в Военной академии в Чили. В 1917 году получил звание капитана.
Во время гражданской войны 1922 года впервые проявил себя, как талантливый военачальник, сражаясь на стороне правительственных войск.
После войны получил звание майора, а в 1924 году направлен во Францию для прохождения трёхгодичного курса обучения в Высшей военной школе Сен-Сир в Париже, где был учеником генерала Гамелена.
В 1928 году назначен начальником Штаба армии Парагвая. Однако менее чем через год отстранён от должности в связи с разногласиями относительно стратегии обороны области Гран-Чако.
15 июня 1932 года боливийские войска атаковали четыре парагвайские укрепления в спорной области Гран-Чако — началась Чакская война. В Парагвае объявили мобилизацию — армия увеличилась с 3000 до 60000 человек. Полковник Эстигаррибия был направлен на фронт, вскоре получил звание генерала и назначен командующим парагвайскими войсками. Его начальником штаба стал русский генерал Иван Тимофеевич Беляев.
В июне 1935 года война закончилась победой Парагвая.

## Президент
Спустя полгода после победы, в феврале 1936 года, в результате военного переворота к власти в стране пришёл один из героев Чакской войны — полковник Рафаэль Франко. Эстигаррибиа был арестован и отправился в изгнание в Монтевидео (Уругвай). В 1938 году он вернулся в страну и отправился в Вашингтон для переговоров об окончательном мире с Боливией.
После смещения Франко, на выборах 1939 года избран новым президентом Парагвая.
В феврале 1940 года распустил парламент и приостановил действие конституции под предлогом угрозы анархии, после чего была утверждена новая конституция, значительно расширившая президентские полномочия (действовала до 1967 года).
7 сентября 1940 года, во время перелёта в Лома-Гранде самолёт с президентом Хосе Феликсом Эстигаррибия и его супругой Хулией Мирандой Куэто (исп. Julia Miranda Cueto) потерпел авиакатастрофу.

## Память
Похоронен в Национальном пантеоне героев в Асунсьоне.
В честь Эстигаррибия в Парагвае назван населённый пункт в департаменте Бокерон — Марискаль-Эстигаррибия.
Портрет маршала Эстигаррибия неоднократно изображался на банкнотах и монетах страны.